# Cameron Duncan
Cameron Duncan   (Nova Zelanda, 20 d'abril de 1986 - Texas, 12 de novembre de 2003) Cameron Troy Duncan va ser un escriptor i director de cinema de Nova Zelanda.
De la seva carrera cinematogràfica destaquen la multitud de vídeos casolans i dos grans curtmetratges: DFK6498 i Strike Zone. A DFK6498 es pot veure reflectit la seva malaltia (osteosarcoma), mentre que Strike Zone és un curt en què es mostra la seva afició pel softbol.
Cameron va morir d'osteosarcoma als 17 anys. Al final de la seva vida coneix Peter Jackson i Fran Walsh mentre es rodava El senyor dels anells.